# Oxyde de manganèse(II,III)
Pour les articles homonymes, voir Oxyde de manganèse.
L'oxyde de manganèse(II,III) est un composé inorganique de formule Mn3O4. C'est un oxyde dans lequel le manganèse est présent sous deux états d'oxydation, +2 et +3, ce qui fait que la formule MnO·Mn2O3 est parfois utilisée pour le décrire. Il se présente sous la forme d'une poudre brunâtre à noire, et est présent dans la nature sous la forme d'un minéral, l'hausmannite.

## Structure et propriétés
Mn3O4 possède la même structure que le spinelle, où le ions oxydes forment une structure cubique compacte, les ions Mn2+ occupant les sites tétraédriques et le ions Mn3+ les sites octaédriques. La structure est cependant distordue du fait de l'effet Jahn-Teller. À température ambiante, Mn3O4 est paramagnétique ; en dessous de 41-43 K, il est ferrimagnétique, mais une étude a montré que pour des nanocristaux, cette température était réduite à environ 39 K.

## Synthèse
Mn3O4 est formé quand n'importe quel oxyde de manganèse est chauffé dans l'air au-dessus de 1 000 °C. Des efforts considérable ont été produits pour synthétiser des échantillons nanocristallins de Mn3O4, par des méthodes impliquant l'oxydation de Mn(II) ou la réduction de Mn(VI),,.

## Utilisations
Mn3O4 est parfois utilisé comme réactif dans la production de ferrites, par exemple de ferrite manganèse-zinc, ou de l'oxyde de lithium-manganèse, utilisé dans les batteries au lithium.
Mn3O4 peut être utilisé comme catalyseur dans de nombreuses réactions, par exemple la réduction du méthane et du monoxyde de carbone,, la décomposition du monoxyde d'azote, la réduction du nitrobenzène et la combustion catalytique de composés organiques.